# Beatriz Arjona
Beatriz Arjona (Sevilla, 30 de noviembre de 1983) es una actriz española de teatro, cine y televisión. En 2013 recibió la Biznaga de plata a mejor actriz de reparto en el Festival de Málaga por la película "Casting"

## Biografía
Tras formarse como actriz en la Escuela Superior de Arte Dramático de Sevilla creó junto a varios compañeros la compañía "Porinerciateatro". Continuó su formación audiovisual en Madrid en La central cine junto a Eva Lesmes, Patricia Ferreira y Macarena Pombo. Su formación teatral la realizó con José Carlos Plaza, Claudio Tolcachir y Pablo Messiez.
Es conocida por sus trabajos en Libertad de Enrique Urbizu, El Ministerio del Tiempo, Amar es para siempre, Las chicas del cable y Ana Tramel. El juego entre otros.
- 2024. Forma parte destacada del reparto de "Fin de fiesta".

## Filmografía

### Cine
| Año  | Título                                      | Personaje        | Director              |
| 2024 | Solos en la noche                           | Carmen           | Guillermo Rojas       |
| 2023 | La última noche de Sandra M.                | Mamen            | Borja de la Vega      |
| 2021 | Libertad (película)                         | Rocío            | Enrique Urbizu        |
| 2020 | Voces                                       | Carol, psicóloga | Ángel Gómez Hernández |
| 2020 | El incoveniente                             | Lucía            | Bernabé Rico          |
| 2019 | Una vez más                                 | Celia            | Guillermo Rojas       |
| 2019 | ¿A quién te llevarías a una isla desierta ? | Maggie           | Jota Linares          |
| 2018 | Tierras Solares                             |                  | Laura Hojman          |
| 2018 | Animales sin collar                         | Rosa             | Jota Linares          |
| 2014 | Me quedo contigo                            | Natalia          | Artemio Narro         |
| 2013 | Casting                                     | Bea              | Jorge Naranjo         |

### Televisión
| Año        | Título                                        | Personaje                          | Canal              | Notas        |
| 2023       | Operación Barrio Inglés                       | Amparo                             | La 1               | 8 episodios  |
| 2023       | La caja de arena                              | Juncal                             | Atresplayer        | 1 episodio   |
| 2022       | Amar es para siempre                          | Lucía Setién de Benamazara /Helena | Antena 3           | 83 episodios |
| 2021       | Ana Tramel. El juego                          | Paula Casañas                      | La 1               | 2 episodios  |
| 2021       | Estoy vivo                                    |                                    | La 1               | 3 episodios  |
| 2021       | Libertad (serie de televisión)                | Rocío                              | Movistar Plus+     | 4 episodios  |
| 2020       | Desaparecidos                                 | Isabel                             | Amazon Prime Video | 1 episodio   |
| 2020       | El Ministerio del Tiempo                      | Sofía                              | La 1               | 1 episodio   |
| 2019       | Instinto (serie de televisión)                | Valentina                          | Movistar Plus+     | 3 episodios  |
| 2019       | Las chicas del cable                          | Dulce                              | Netflix            | 3 episodios  |
| 2017       | Centro médico (serie de televisión de España) | Lucía                              | La 1               | 1 episodio   |
| 2014       | Bienvenidos al Lolita                         | Enfermera                          | Antena 3           | 1 episodio   |
| 2011/2013  | 60m2                                          | Eva                                | Webserie           | 12 episodios |
| 20011/2013 | Neuróticos                                    | Maya                               | Neox               | 9 episodios  |

### Teatro
| Año  | Título                                     | Director         |
| 2022 | Otra Vida                                  | Oriol Tarrason   |
| 2021 | Las que arden                              | Fran Pérez Román |
| 2018 | La linea del horizonte                     | Carlos Atanes    |
| 2017 | Las Dependientas                           | Fran Pérez Román |
| 2015 | Luto                                       | Nacho Redondo    |
| 2015 | Ejercicio de violencia para abejas         | Abel Zamora      |
| 2014 | ¿A quien te llevarias a una isla desierta? | Jota Linares     |
| 2013 | Amor                                       | Jorge Naranjo    |
| 2011 | El avaro                                   | Paco Obregon     |
| 2009 | El perro del teniente                      | Carlos Tuñon     |
| 2008 | La comunión de las amapolas                | Baldo Ruiz       |
| 2007 | Combate de negros y perros                 | J.María Moreno   |
| 2006 | Las flores de piedra                       | Jorge Sosa       |
| 2005 | 60 obras de un minuto                      | Alfonso Zurro    |
| 2004 | Aquiles                                    | Omero Cruz       |
| 2002 | Nuestra señora de las nubes                | Sebastian Ponce  |

### Cortometrajes
| Año  | Título                     | Director           |
| 2020 | Ella y la oscuridad        | Daniel Romero      |
| 2019 | Ariana                     | Fenando Pozo       |
| 2018 | Bajo interior izquierda    | Martin Ortiz       |
| 2017 | Sonríe                     | Pablo Vara         |
| 2016 | Un billete a Nunca Jamás   | Jorge Naranjo      |
| 2015 | Los pies fríos             | Guillermo Guerrero |
| 2015 | Quiero conocer a Brad Pitt | Esteban Garrido    |
| 2015 | El efecto Barrymore        | Fede Calabuig      |
| 2014 | Cambio de sentido          | Alfonso Diaz       |
| 2014 | Sobremesa                  | Gonzalo Lint       |
| 2011 | No te entiendo             | Esteban Garrido    |

### Premios y nominaciones
|      | Premio                                       | Categoría               | Título                                     | Resultado |
| 2013 | Biznaga de plata                             | Mejor actriz de reparto | Casting                                    | Ganadora  |
| 2015 | Notodofilmfest                               | Mejor actriz            | Los pies fríos                             | Ganadora  |
| 2015 | Festival Fuentes de Ebro                     | Mejor actriz            | Los pies fríos                             | Ganadora  |
| 2015 | Festival de Almería                          | Asecan Mejor actriz     | Cambio de sentido                          | Ganadora  |
| 2015 | Ahmednagar International Film Festival India | Mejor actriz            | El efecto Barrymore                        | Ganadora  |
| 2018 | Manzanarec                                   | Interpretación          | Sonríe                                     | Ganadora  |
| 2019 | Asecan                                       | Mejor actriz de reparto | ¿A quién te llevarías a una isla desierta? | Nominada  |
| 2021 | The Bristish Horror Film Festival            | Mejor actriz            | Ella y la oscuridad                        | Ganadora  |